# (4844) Matsuyama
(4844) Matsuyama (1991 BA2) – planetoida z pasa głównego asteroid okrążająca Słońce w ciągu 4 lat i 31 dni w średniej odległości 2,55 j.a. Została odkryta 23 stycznia 1991 roku.